# Rasinski upravni okrug
Rasinski upravni okrug (ćirilično: Расински управни округ) se nalazi u južnom dijelu Srbije. Zemljopisno se nalazi u središnjoj Srbiji. Središte Rasinskog okruga je grad Kruševac.

## Općine
Rasinski okrug upravno je podjeljen na šest općina.
- Varvarin
- Trstenik
- Ćićevac
- Kruševac
- Aleksandrovac
- Brus

## Stanovništvo
Srbi su najbrojniji narod, od ostalih manjina postoji još samo romska zajednica.
- Srbi = 252,925
- Romi = 2,272
- ostali

## Gospodarstvo
U gospodarstvu Rasinskog okruga prevladava kemijska industrija: "Merima" i " Župa ". Također su istaknute tvornice " 14. oktobar " iz Kruševcu u sektoru metalne industrije, kao i drvna industrija " Crvena Zastava " .

## Vanjske poveznice
- www.rasinskiokrug.org.yu  Arhivirana inačica izvorne stranice od 28. kolovoza 2008. (Wayback Machine) - Službeni web stranica Rasinskog okruga